# Tapinocyba abetoneensis
Tapinocyba abetoneensis is een spinnensoort uit de familie van de hangmatspinnen (Linyphiidae). De wetenschappelijke naam van de soort werd voor het eerst geldig gepubliceerd in 1980 door Jörg Wunderlich.